# Vero Beach
Vero Beach település az Amerikai Egyesült Államok Florida államában, Indian River megyében, melynek megyeszékhelye is. Lakosainak száma 16 354 fő (2020. április 1.).

## Népesség
A település népességének változása:

| 2010 | 15 220 |
| 2020 | 16 354 |